# 斯維亞蒂霍雷
51°40′25″N 31°41′26″E / 51.67361°N 31.69056°E
斯維亞蒂霍雷（烏克蘭語：Святі Гори），是烏克蘭北部切爾尼希夫州切爾尼希夫區贝雷兹纳市镇的村庄。面積0.22平方公里，海拔高度112米，2001年人口5，人口密度每平方公里22.7人。